# Teillé (Loara Atlantycka)
Teillé – miejscowość i gmina we Francji, w regionie Kraj Loary, w departamencie Loara Atlantycka.
Według danych na rok 2010 gminę zamieszkiwało 1740 osób, a gęstość zaludnienia wynosiła 60 osób/km².